# (2260) Neoptolemus
(2260) Neoptolemus (1975 WM1) – planetoida z grupy trojańczyków okrążająca Słońce w ciągu 11,83 lat w średniej odległości 5,19 au. Odkryta 26 listopada 1975 roku.